# Teresa Mersmann
Teresa Mersmann (* 18. April 1990 in Münster) ist eine deutsche Volleyball- und Beachvolleyballspielerin.

## Karriere Hallenvolleyball
In der Halle spielte Teresa Mersmann bis 2013 mit der zweiten Mannschaft des USC Münster in der Zweiten Bundesliga und hatte auch fünfzehn Einsätze in der Jugend-Nationalmannschaft. Von 2014 bis 2016 spielte sie beim Ligakonkurrenten Bayer 04 Leverkusen, mit dem sie 2016 Meisterin der 2. Bundesliga Nord wurde. 2017 hatte Mersmann ein kurzes Comeback in der Halle beim Bundesligisten USC Münster. In der Saison 2018/19 stand sie fest im Bundesliga-Kader des USC. 2019/20 spielte Mersmann beim Eimsbütteler TV in Hamburg, mit dem sie die Meisterschaft der 3. Liga Nord gewann.

## Karriere Beachvolleyball
Im Beachvolleyball wurde Teresa Mersmann 2006 an der Seite von Mareen Terwege Deutsche U18-Meisterin. 2007 landete sie mit Natalia Cukseeva bei den U18-Europameisterschaften in Brünn auf Platz fünf. 2008 wurde Mersmann mit Laura Weihenmaier Fünfte bei den U19-Weltmeisterschaften in Den Haag. Im selben Jahr gewann sie mit Christine Aulenbrock die Deutsche U19-Meisterschaft.
Ab 2009 spielte Mersmann mit ihrer Vereinskameradin Cinja Tillmann. In ihrer ersten Saison landeten sie bei der U20-Europameisterschaft in Kos auf Platz neun. 2011 erreichten sie bei der U23-Europameisterschaft in Porto den fünften Platz. Mersmann/Tillmann konnten sich auch in der nationalen Spitze etablieren. So erreichten sie bei den Deutschen Meisterschaften 2011 Platz neun und gewannen 2012 die Bronzemedaille. Bei der Studenten-WM in Maceió (BRA) erreichten die beiden die K.-o.-Runde, mussten dort aber wegen einer Erkrankung von Mersmann aufgeben und belegten damit den 17. Platz. Zum Ende der Saison 2012 trennten sich Mersmann und Tillmann.
Seit 2013 spielte Mersmann zusammen mit Isabel Schneider. Bei ihrem ersten Auftritt auf der FIVB World Tour im russischen Anapa belegten Mersmann/Schneider den zweiten Platz. Dem folgten in Durban der vierte sowie in Xiamen und Phuket jeweils ein neunter Platz. Bei der Sommer-Universiade 2013 in Kazan erreichten sie den neunten Platz. Auf der CEV-Tour spielte Mersmann vier Satellite-Turniere und erzielte dabei einen ersten Platz (mit Julia Großner), einen zweiten und dritten Platz, sowie einen fünften Platz (mit Anika Krebs). Auf der deutschen Smart Beach Tour gewannen sie in Norderney und Binz, wurden Zweiter in St. Peter-Ording, Dritter in Mannheim und Kühlungsborn und Fünfter in Hamburg. Bei den Deutschen Meisterschaften in Timmendorfer Strand wurden sie Siebter.
Auf der FIVB World Tour 2014 erreichten Mersmann/Schneider einen fünften Platz (Anapa), einen neunten Platz (Fuzhou) und einen 17. Platz (Puerto Vallarta). Bei den Grand Slams in Berlin und Moskau landeten sie auf Platz 25. Bei der Smart Beach Tour gewannen sie das Turnier in Köln und wurden Zweite in Münster und Nürnberg sowie Dritte in Binz. Bei der Deutschen Meisterschaft erreichten sie Platz fünf.
2015 gewannen Mersmann/Schneider die CEV-Satellite-Turniere in Molodetschno sowie in Vaduz und wurden deutsche Vizemeisterinnen. 2016 gewannen sie das CEV-Satellite-Turnier in Ankara und den Smart Super Cup in Hamburg. Nach einem neunten Platz bei der Deutschen Meisterschaft trennten sich die beiden.

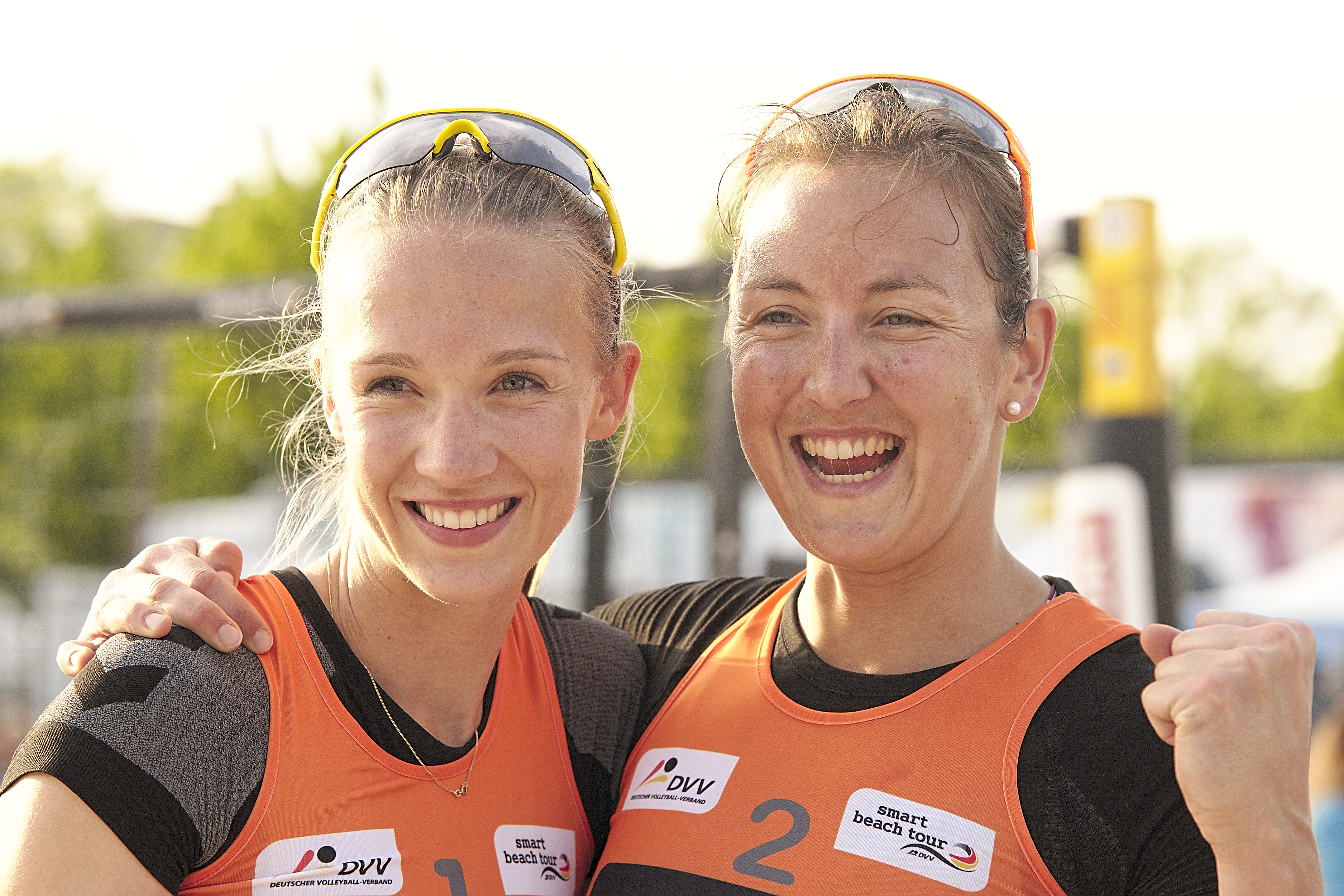
Mit Partnerin Sandra Ittlinger spielte Teresa Mersmann (rechts) auf der Smart Beach Tour in Münster 2017

2017 spielte Mersmann mit Sandra Ittlinger zusammen. Sie gewannen den Smart Beach Cup in Dresden und den Smart Super Cup in Hamburg. Außerdem erreichten sie Platz neun bei der Deutschen Meisterschaft.
Von Ende 2017 bis Ende 2018 war Cinja Tillmann wieder ihre Partnerin. Auf der FIVB World Tour gewannen Mersmann/Tillmann 2018 das 1-Stern-Turnier im österreichischen Baden und das 3-Sterne-Turnier in Tokio. Auf der Techniker Beach Tour siegten sie in Münster, in Nürnberg und in Kühlungsborn. Bei der Deutschen Meisterschaft wurden sie Dritte.
2019 konzentrierte sich Mersmann auf ihr Studium und startete lediglich auf einigen Mixed-Turnieren.